# 奧基瓦托火山
奧基瓦托火山（Auquihuato）是秘魯的火山，位於該國南部，由阿亞庫喬大區負責管轄，屬於安第斯山脈的一部分，海拔高度4,980米，該火山在全新世時期形成。